# Жупанија Бузау
Бузау (рум. Judeţul Buzău) је жупанија у републици Румунији, у њеном средишњем делу. Управно средиште жупаније је истоимени град, а битни су и градови Рамнику Сарат и Нехоју.

## Положај
Бузау је унутардржавна жупанија у Румунији. Окружују је следеће жупаније:
- ка северу: Ковасна
- ка североистоку: Вранча
- ка истоку: Браила
- ка југоистоку: Јаломица
- ка југу: Илфов
- ка западу: Прахова
- ка северозападу: Брашов

## Природни услови
Жупанија Бузау је у Влашкој и то у њеној ужој покрајини Мунтенији. Жупанија обухвата ток истоимене реке Бузау (која је жупанији дала име). Жупанија у северној трећини има потпуно планински карактер (Карпати), у средишњем делу је богато и густо насељено подгорје, да би на југу жупанија прешла у Влашку низију.

## Становништво
| 1948.   | 1956.   | 1966.   | 1977.   | 1992.   | 2002.   | 2011.   | 2021.   |
| ------- | ------- | ------- | ------- | ------- | ------- | ------- | ------- |
| 430.225 | 465.829 | 480.951 | 508.424 | 516.961 | 496.214 | 451.069 | 404.979 |

Према попису из 2021. године, жупанија Бузау је имао 404.979 становника што је за 46.090 мање (-10,22%) у односу на 2011. када је на попису било 451.069 становника. Према броју становника налази се на 20. месту од 41 румунске жупаније (на 21. месту рачунајући и Букурешт).
Бузау спада у жупаније Румуније са већински румунским становништвом где чине 83,22%, а од етничких мањина највише има Рома који чине 4,38% становништва жупаније.
| Етнички састав према попису из 2021.‍ | Етнички састав према попису из 2021.‍ | Етнички састав према попису из 2021.‍ | Етнички састав према попису из 2021.‍ | Етнички састав према попису из 2021.‍ |
| ------------------------------------ | ------------------------------------ | ------------------------------------ | ------------------------------------ | ------------------------------------ |
|                                      |                                      |                                      |                                      |                                      |
| Румуни                               | Румуни                               |                                      | 346.825                              | 85,64%                               |
| Роми                                 | Роми                                 |                                      | 17.747                               | 4,38%                                |
| Мађари                               | Мађари                               |                                      | 55                                   | 0,01%                                |
| Италијани                            | Италијани                            |                                      | 41                                   | 0,01%                                |
| Турци                                | Турци                                |                                      | 37                                   | 0,01%                                |
| Остали                               | Остали                               |                                      | 207                                  | 0,05%                                |
| Непознато                            | Непознато                            |                                      | 40.067                               | 9,89%                                |